# Aurelie Tshamala
Aurelie Tshamala (* 11. November 1998 in Düsseldorf) ist eine deutsche Schauspielerin. Als Sängerin veröffentlicht sie unter dem Pseudonym SKA 510 Musik.

## Leben und Karriere
Tshamala schloss ihre Schulausbildung mit der Fachoberschulreife ab. Von Oktober 2017 bis Juli 2019 gehörte sie zu dem Hauptcast der Reality-Seifenoper Köln 50667 des Fernsehsenders RTL II, in der sie die Rolle der Aurelie Hettkamp spielte. Unter dem Namen Aurelie Ceauty nahm sie 2016 an der ersten Staffel von Curvy Supermodel – Echt. Schön. Kurvig teil, stieg freiwillig in der letzten Folge aus und wurde Fünfte.

## Filmografie
- 2016: Curvy Supermodel – Echt. Schön. Kurvig (Castingshow)
- 2017–2019: Köln 50667 (Fernsehserie)
- 2020: Kampf der Realitystars – Schiffbruch am Traumstrand (Reality-Show)

## Diskografie

### Singles
- 2018: Nutten
- 2018: Guck nicht
- 2019: Sorry
- 2020: Verboten